# Thangorodrim
En el universo imaginario de J. R. R. Tolkien y en la novela El Silmarillion, Thangorodrim (que significa ‘montañas de la tiranía’ en sindarin) es el nombre que se le dio al volcán que Melkor alzó sobre Angband en las Edades de las Estrellas, luego de huir de Aman, tras destruir los Árboles de los Valar y robar los Silmarils. Esta terrible montaña estaba coronada por tres picachos, llamados las Torres Tonantes que estaban hechas «con las cenizas y la lava de los hornos subterráneos, y las vastas escorias de la apertura de los túneles»; por las bocas de las mismas constantemente salían negros vapores que contaminaban el cielo del norte. 
Allí fue cruelmente encadenado Maedhros y allí fue confinado Húrin durante veintiocho años mediante un hechizo. Thangorodrim no sobrevivió a la Primera Edad del Sol, porque en la Gran Batalla, durante la Guerra de la Cólera, Ancalagon el Negro (el más poderoso de los dragones alados) resultó muerto por Eärendil y cayó desde el cielo, destruyendo Thangorodrim y también Angband.
La descripción: «altos cilindros de hierro siempre humeantes por los vapores de las herrerías subterráneas de Melkor (Morgoth)», recuerda a las chimeneas de una fábrica, aunque de monstruos y armas, lo que concuerda con un Tolkien amante de la naturaleza, que veía amenazada por la automatización.[cita requerida]
- Datos: Q639584